# Phoenix Amongst the Ashes
Phoenix Amongst the Ashes är det amerikanska death metal-bandet Hate Eternals femte studioalbum, utgivet i maj 2011 av skivbolaget Metal Blade Records.

## Låtlista
1. "Rebirth" (instrumental) – 1:17
2. "The Eternal Ruler" – 3:10
3. "Thorns of Acacia" – 4:29
4. "Haunting Abound" – 5:01
5. "The Art of Redemption" – 4:42
6. "Phoenix Amongst the Ashes" – 5:42
7. "Deathveil" – 3:31
8. "Hatesworn" – 4:48
9. "Lake Ablaze" – 4:29
10. "The Fire of Resurrection" – 3:57

- Text: Erik Rutan
- Musik: Hate Eternal

## Medverkande
Musiker (Hate Eternal-medlemmar)
- Erik Rutan – sång, gitarr
- Jade Simonetto – trummor, percussion
- J.J. Hrubovcak – basgitarr

Produktion
- Erik Rutan – producent, ljudtekniker, ljudmix
- Brian Elliott – ljudtekniker
- Alan Douches – mastering
- Paul Romano – omslagsdesign, omslagskonst
- Jennifer Gedeon – logo